# Kutjevo
Kutjevo ist eine Stadt in der Gespanschaft Požega-Slawonien, Kroatien. Sie liegt etwa 20 Kilometer nordöstlich der Stadt Požega.
Die Einwohnerzahl laut Volkszählung von 2011 beträgt 6247 Einwohner, von denen 95,12 % Kroaten sind.

## Geschichte
Seit dem 12. Jahrhundert bestand hier die Zisterzienserabtei Kloster Kutjevo. Es wurde später von den Jesuiten übernommen, die auch die heutigen Bauten errichteten. Heute ist dort ein Weingut untergebracht.

## Orte der Stadt
Folgende Orte und Ansiedlungen gehören zur Stadt Kutjevo (mit Einwohnerzahl in Klammern, Stand 2011):
| - Bektež (388) - Bjeliševac (112) - Ciglenik (143) - Ferovac (103) - Grabarje (490) - Gradište (152) - Rnjevac (174) - Kula (331) - Kutjevo (2,440) | - Lukač (150) - Mitrovac (133) - Ovčare (123) - Poreč (119) - Šumanovci (139) - Tominovac (164) - Venje (98) - Vetovo (988) |

## Nachweise
1. ↑  Kroatien Census 2011 – Kutjevo